# The Ritz Tower
A Ritz Tower é um edifício residencial luxuoso de 42 andares que fica na 465 Park Avenue na esquina da 57th Street – East Manhattan) m Midtown Manhattan, New York City. Foi construído de 1925 a 1927 como um hotel de apartamentos e foi projetado por Emery Rot e Thomas Hastings para o jornalista Arthur Brisbane, que foi o desenvolvedor. Na época da construção, era o edifício residencial mais alto da cidade de Nova York e também do mundo.
Em 29 de outubro de 2002, a Comissão de Preservação dos Marcos da Cidade de Nova York designou a Torre Ritz como um marco da cidade de Nova York.

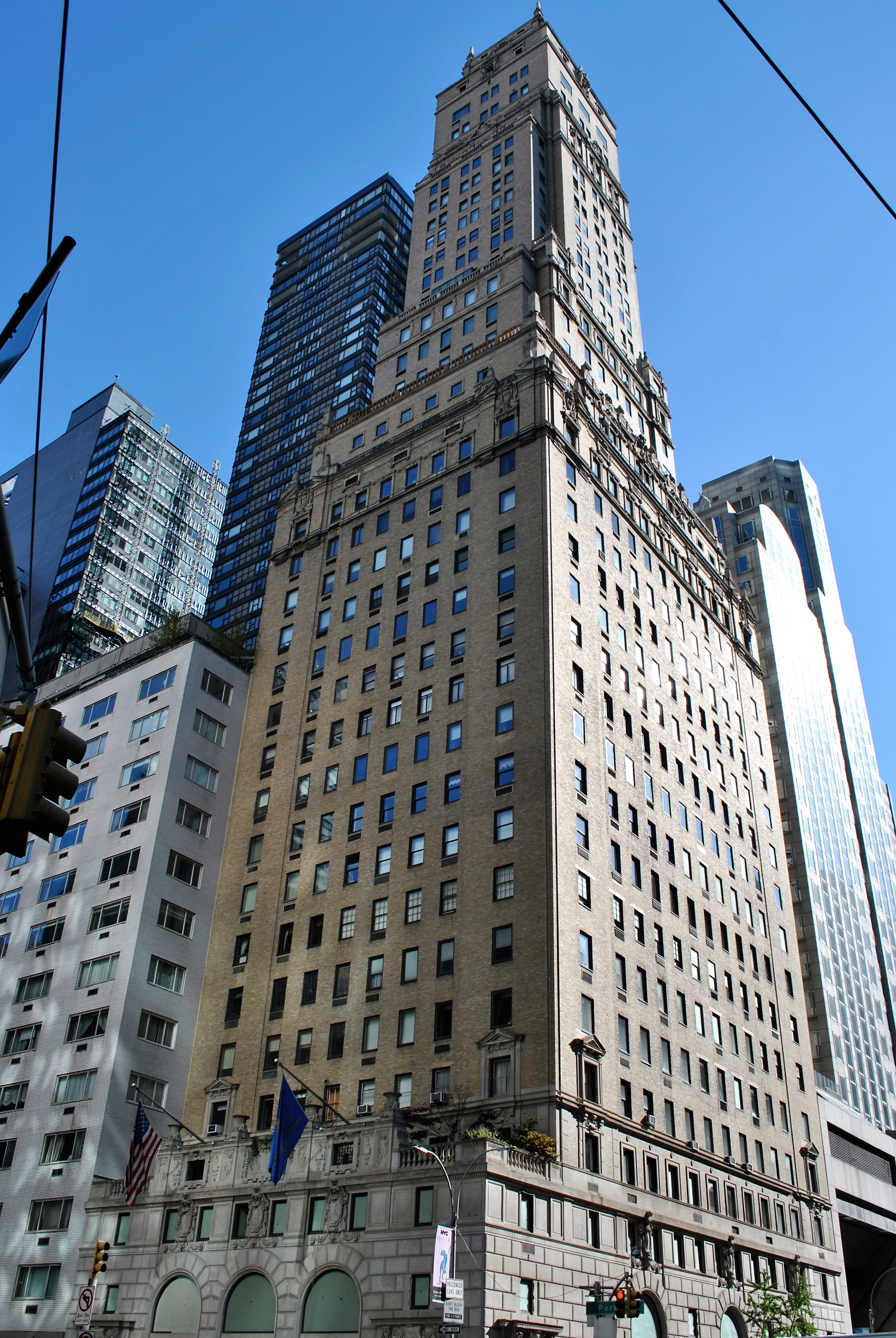
The Ritz Tower

## História
A Ritz Tower foi construída de 1925 a 1927 e inaugurada em 15 de outubro de 1926. O edifício foi projetado por Emery Roth e Thomas Hastings]], anteriormente da empresa Carrère & Hastings, para o jornalista Arthur Brisbane, que também foi o desenvolvedor. Foi construído como um Apart-hotel sem cozinhas individuais em nenhuma das 400 unidades; a comida era fornecida por cozinhas centralizadas usando elevadores  para despensas em cada andar. Como os hotéis-apartamentos não estavam sujeitos às mesmas restrições de altura para os edifícios residenciais, o incorporador pôde construir mais alto do que seria permitido de outra forma. Brisbane contratou a  Ritz-Carlton Company para gerenciar o edifício e os restaurantes nele, que incluíam Le Pavillon (restaurante em Nova York), um dos os primeiros autênticos restaurantes franceses nos EUA.
Quando foi construída, a Ritz Tower era o edifício residencial mais alto da cidade de Nova York. Seu design de inspiração clássica apresenta inúmeros recuos (arquitetura) conntratempos) com pilastras, frontões e balaustrada
s, mais grandes pedras flèches direcionam o observador com olhos para cima do prédio. Os andares inferiores são altamente ornamentados, apresentando pedras esculpidas puttii, urns e rusticados (arquitetura) . O topo da torre tem um telhado piramidal com um alto obelisco. O interior do edifício utiliza um material rico, como paredes com painéis de madeira e piso de parquet, tudo parte do desejo de Brisbane de fazer do Ritz Tower o hotel de apartamentos mais procurado da cidade.
Os andares 19 e 20 do edifício foram ocupados por um apartamento duplex de 18 quartos projetado em 1927 por Thomas Hastings para Arthur Brisbane, o proprietário do edifício.

## Residentes notáveis
Ao longo dos anos, os inquilinos incluíram atrizes Greta Garbo, Kitty Carlisle, Paulette Goddard, Arlene Francis e seu marido, o ator Martin Gabel, Deborah Kerr; William Randolph Hearst Jr, filho do editor; produtor musical Clive Davis; comediante de rádio Goodman Ace; Autora inglesa Elinor Glyn; O produtor de TV Norman Lear, o criador de  All in the Family ; o dramaturgo Neil Simon e sua esposa, a atriz Marsha Mason; e  William Hays, o chefe do "Hays Office" que censurava filmes de Hollywood.